# 朴京林
朴京林 （1979年3月30日—），韓國主持人。

## 主要作品

### 電視劇
- 2000年：MBC《美麗的謊言》
- 2000年: MBC《Non-Stop》
- 2002年: SBS《情敵》飾演 高恩世
- 2005年：SBS《可愛或者瘋了》
- 2008年：MBC《之前&之後整形外科》飾演 全智賢（客串）
- 2009年：MBC《穿透屋頂的HighKick》飾演 寶石食品公司客戶的會長夫人（客串）
- 2016年：MBC《拖旅行箱的女人》飾演 明星柳太浩的戀人（客串）
- 2023年：SBS《7人的逃脫》飾演（特別出演）

### 電影
- 2002年:《淘氣少女求愛記》

### 綜藝節目
- 2005年：SBS《X-Man》
- 2006年: KBS《找個好對象》
- 2006年：MBC《能量》
- 2006年：MBC《少年探究生活》
- 2006年：MBC《謝謝你叫我起床》
- 2006年：MBC《童顏俱樂部》
- 2007年：KBS《快樂星期天》
- 2007年：MBC《朴京琳華麗的外出》
- 2009年：KBS《Human network SJ的奇蹟》
- 2010年：KBS《百分滿分》
- 2012年：MBC《MBLAQ Idol Manager》
- 2016年：JTBC《Talk Hero》
- 2023年：Netflix《魔鬼的計謀》
- 2023年：tvN《偶然成為社長3》第6集～第9集

### 音樂節目
- 2001年: MBC《大學歌謠節》

### 音樂劇
- 2002年:《錯覺的沼澤》
- 2009年:《髮膠》

### 廣播電台
- 2005年：MBC朴京琳的深深打破
- 2008年：MBC-R朴京林星光燦爛的夜晚

## 獎項紀錄
- 2001年：MBC演藝大賞MC部門大獎
- 2001年：第五屆首爾國際卡通動漫節形像大使
- 2002年：金唱片獎特別獎
- 2006年：MBC演藝大賞廣播部門優秀獎

## 外部連結
- 官方网站
- 朴京林的X（前Twitter）
- 朴京林的Instagram帳戶
- 朴京林的Facebook專頁
- YouTube上的朴京林頻道